# イリオスクス
イリオスクス（Iliosuchus　"ワニの腰"の意味）はイングランドのジュラ紀中期バトン期（1億6920万年前-1億6440万年前）の地層から発見された獣脚類恐竜の属である。体長は1.5 mほどと推定される。
この属の唯一の化石はイングランド、オックスフォードシャーのストーンズフィールド・スレート（en）で発見された3つの腸骨（BMNH R83, OUM J29780および OUM J28971）である。1932年、ホロタイプBMNH R83に基づき唯一の種I. incognitusがフリードリヒ・フォン・ヒューネにより命名、記載された。属名は腸骨および古代ギリシャ語で「ワニの神」を意味するΣοῦχος（Souchos）から派生している。種小名はラテン語で「不明」の意味である。1976年、ピーター・ガルトン（en）によりStokesosaurus clevelandiをイリオスクスの別の種I. clevelandiとする提案がなされたが 支持されていない。 
イリオスクスの腸骨は非常に小さく、長さは9 cmほどであるが、表面に垂直の上寛骨臼隆起を持ち、ティラノサウルス科などの他の多くの肉食恐竜が属すテタヌラ類のものと似ている。このグループにはピアトニツキーサウルスやメガロサウルスも含まれる。このような不完全な化石資料では正確な分類は出来ない。しかしながら、イリオスクスはティラノサウルス科の祖先と考えられることもある。これはメガロサウルスの小型の個体がメガロサウルス科と識別できないように正しい可能性は低い。いずれの場合でも、イリオスクスは属を識別できず、疑問名（nomen dubium）の状態である。もしIliosuchus incognitusがティラノサウルス上科であるなら、グアンロンより古く、最古のものということになる。言い換えればティラノサウルス上科が今まで認識されてよりも数百万年早い時代から認識されたことになる。

## 参照
1. ↑  Holtz, Thomas R. Jr. (2008) Dinosaurs: The Most Complete, Up-to-Date Encyclopedia for Dinosaur Lovers of All Ages Supplementary Information
2. ↑  F. v. Huene (1932). "Die fossile Reptil-Ordnung Saurischia, ihre Entwicklung und Geschichte", Monographien zur Geologie und Palaeontologie, serie 1 4(1-2): 1-361
3. ↑  P. M. Galton, 1976, "Iliosuchus, a Jurassic dinosaur from Oxfordshire and Utah", Palaeontology 19(3): 587-589
4. 1 2  Benson, R.B.J. (2009). "An assessment of variability in theropod dinosaur remains from the Bathonian (Middle Jurassic) of Stonesfield and New Park Quarry, UK and taxonomic implications for Megalosaurus bucklandii and Iliosuchus incognitus." Palaeontology 52 857-877, doi:10.1111/j.1475-4983.2009.00884.x